# Distretto di Aïn Deheb
Il distretto di Aïn Deheb è un distretto della provincia di Tiaret, in Algeria.

## Comuni
Il distretto di Aïn Deheb comprende 3 comuni:
- Aïn Deheb
- Chehaima
- Naima